# یانووکا وسخودنگا
یانووکا وسخودنگا (به لاتین: Janówka Wschodnia) یک روستا در لهستان است که در گمینا کوماروو-اوسادا واقع شده‌است.